# Leucojum vernum
Il campanellino (Leucojum vernum L., 1753) è una pianta perenne, erbacea ed eretta della famiglia delle Amaryllidaceae.

## Etimologia
Il nome del genere (“leucojum”) deriva da due parole greche: “leukòs” = bianco e “ion” = viola. Probabilmente si fa riferimento sia al colore bianco del fiore che alla profumazione. Quello specifico (“vernum” = primaverile) deriva dal periodo tipico di prima fioritura (fine inverno – inizio primavera).

## Descrizione

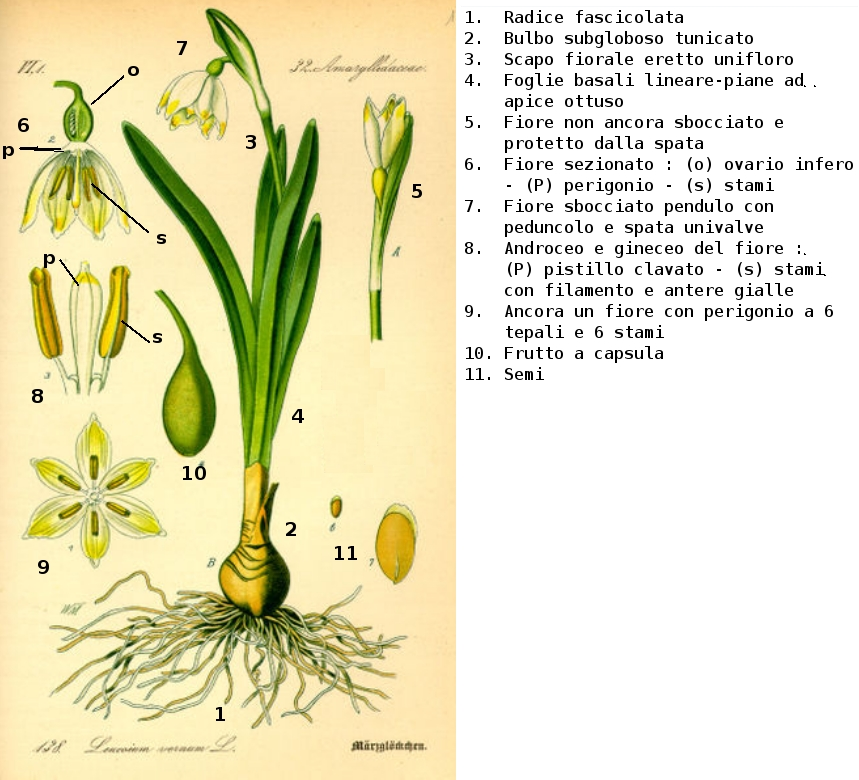
Descrizione delle parti della pianta

La forma biologica della pianta è geofita bulbosa (G bulb): sono piante provviste di bulbo (è l'organo perennante) dal quale, ad ogni nuova stagione, nascono foglie e fiori. L'altezza della pianta può arrivare fino a 30 cm (altezza media 15 cm) ed è glabra.
La forma di crescita può essere definita come cespitosa-bulbosa: il bulbo annualmente ingrossandosi forma, alla periferia dello stesso, nuovi bulbilli di rinnovazione disfacendosi naturalmente di quelli vecchi.

### Radici
La radice è del tipo fascicolato generata dalla parte inferiore del bulbo.

### Fusto
- Parte ipogea: la parte ipogea del fusto è un bulbo di forma subsferica avvolto da varie tuniche biancastre. Dimensioni del bulbo: 12 – 30 mm di diametro.
- Parte epigea:  la parte epigea del fusto è uno scapo fiorale  fistoloso, compresso-trigono con una brattea apicale (spata ad una sola valva); la parte inferiore di questa parte del fusto (ma anche quella inferiore delle foglie) è avvolta da una guaina biancastra traslucida molto aderente e poco visibile. Dimensione della guaina: 3 – 5 cm.

### Foglie
Le foglie (tutte basali e amplessicauli) sono lineari (nastriformi), carnose e lunghe poco meno del fusto. La lamina fogliare è canalicolata longitudinalmente e di colore verde scuro sulla pagina superiore. Dimensioni delle foglie: lunghezza 10 cm; larghezza 0,5 – 1,2 cm. Rispetto ad altre specie dello stesso genere le foglie presentano un largo sviluppo al momento della fioritura.

### Fiori
I fiori sono perlopiù solitari (infiorescenza pauciflora) e penduli (raramente un fusto fiorale porta 2 fiori). L'infiorescenza di questa specie presenta la caratteristica di possedere una spata patente membranosa (che sovrasta il fiore). Lunghezza della spata:  qualche centimetro (3 – 4 cm).
Questa pianta, come frequentemente accade nelle monocotiledoni (liliopsida), non ha un calice e una corolla distinti, per cui il perianzio prende il nome di perigonio, e i sepali-petali del calice-corolla, si chiamano tepali, inoltre essendo di aspetto più corollino che calicino si chiamano precisamente “tepali petaloidi”.
I fiori sono profumati (presentano una leggere fragranza) e sono ermafroditi  e attinomorfi. La forma è quella di una campana (da qui i vari nomi comuni).
- Perigonio: il perigonio è  petaloideo con 6 tepali, disposti in due serie concentriche (3 interni e 3 esterni – quindi due verticilli), di colore bianco candido e tutti lunghi uguali; all'apice presentano una macchia verde chiaro quasi giallastra. Dimensione dei tepali: 1,5 – 2,5 cm.
- Androceo: gli stami sono 6 (su due verticilli anch'essi), epigini (sono inseriti sopra l'ovario), e sono bianchi con antere gialle. Le antere (più lunghe dei filamenti staminali filiformi) sono basifisse, ossia il filamento di sostegno s'inserisce alla loro base. Le sacche polliniche delle antere si aprono per mezzo di fessure longitudinali.
- Gineceo: l'ovario è infero triloculare; lo stilo è bianco con stigma verde, ingrossato e clavato (a forma di clava).
- Fioritura: la fioritura va da febbraio ad aprile secondo l'altitudine e l'esposizione al sole del terreno. Un elemento importante per la precoce fioritura della pianta è la fine dell'innevamento nelle varie aree montane. In genere fioriscono un paio di settimane dopo i bucaneve (Galanthus nivalis). In poche settimane si esaurisce la fioritura, ma anche la pianta ha vita breve: infatti già alla fine di maggio le foglie si accartocciano e ingialliscono e la pianta entra in una fase di quiescenza con morte definitiva delle parti aeree,  sopravvivendo sottoterra all'aridità estiva. In Autunno i semi incominciano a germogliare (dopo le prime piogge), ma la crescita rimane bloccata per tutto l'Inverno fino alla Primavera con l'arrivo dei primi caldi raggi del sole e dell'umidità prodotta dallo scioglimento delle ultime nevi. Il botanico tedesco Friedrich Ludwig Emil Diels (1874-1945) fu il primo che, studiando il ciclo vegetativo di questa pianta, si rese conto delle sue strette correlazioni all'andamento del clima mediterraneo.

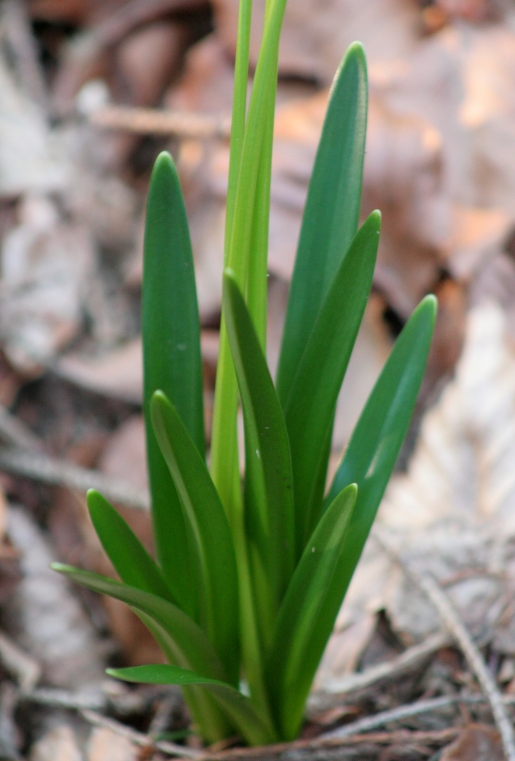
Le foglie
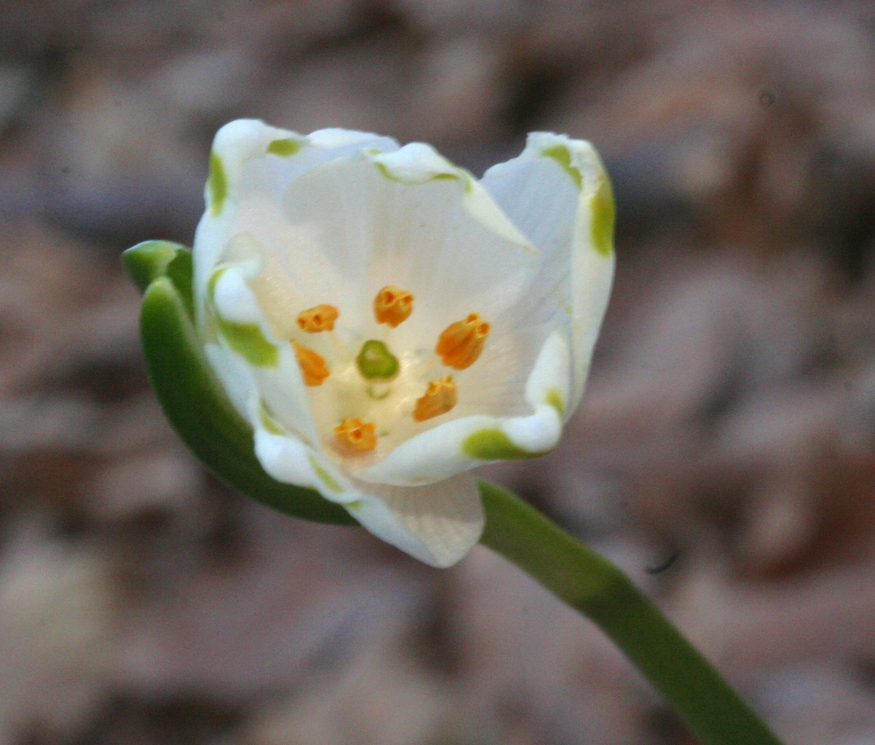
Il fiore
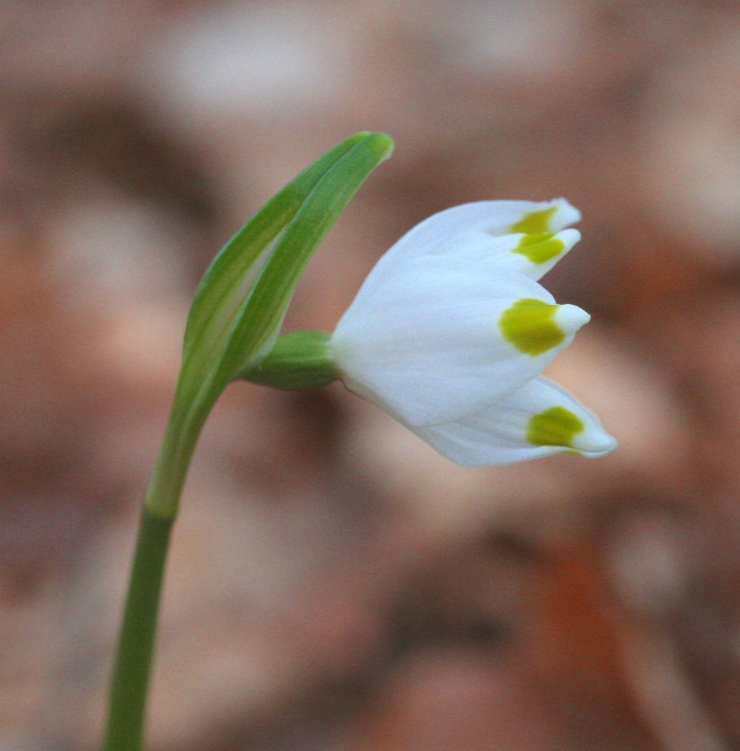
La spata
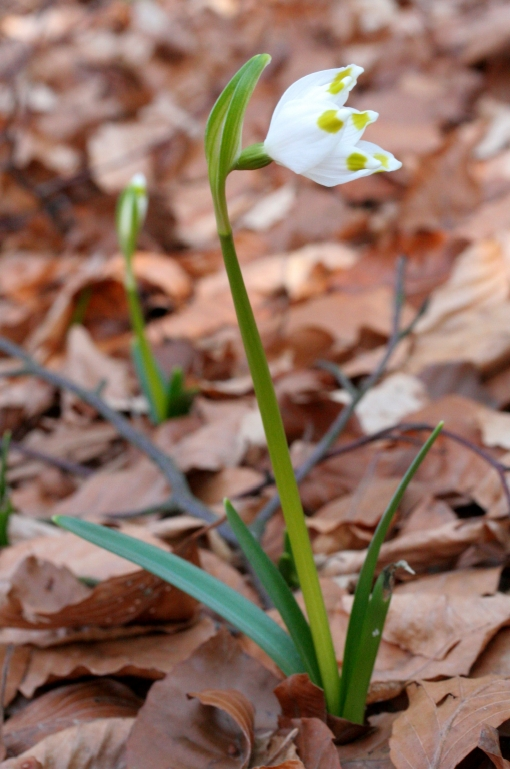
Portamento

### Frutti
Il frutto consiste in una capsula loculicida di colore verde e dalla consistenza lievemente carnosa. Dimensione del frutto: 15 – 18 mm di diametro.

## Biologia
Si riproduce per impollinazione anemofila, ma anche entomofila (impollinazione incrociata, o allogamia, da parte di diversi insetti, soprattutto imenotteri).

## Distribuzione e habitat
- Geoelemento: la corologia della pianta è relativa all'Europa del sud (S-Europ.).
- Diffusione: la specie è diffusa in gran parte dell'Europa meridionale: dai Pirenei fino alla Romania; ma anche in Russia sud - occidentale. In altre parti del mondo è stata introdotta dall'uomo e quindi naturalizzata come ad esempio nell'America del Nord. In Italia è presente solo al Nord (sull'arco alpino e pianura Padana e veneto-friulana), meno frequente sull'Appennino Settentrionale, sulle Alpi Apuane  e nelle pianure alluvionali della Toscana settentrionale, una stazione disgiunta si trova nelle Marche centro-settentrionali. Viene considerata rara in quanto presenta una distribuzione discontinua (anche se alcune colonie sono molto ricche) e soprattutto con areali in continua contrazione (specialmente nelle aree pianeggianti, dove i siti di crescita sono sotto la continua minaccia legata all'antropizzazione del territorio).
- Habitat: questa pianta non è legata ad una particolare composizione chimica del terreno, ma in genere predilige substrati piuttosto pesanti (ricchi di humus), quindi luoghi in mezz'ombra (la specie è debolmente  sciafila), boschi umidi di latifoglie, ma anche prati aperti e umidi (paludosi) oppure sulle rive dei canali o in fossati.
- Diffusione altitudinale: dal piano fino a 1500 m s.l.m.

## Tassonomia

### Varietà
Sono note le seguenti varietà:
- Leucojum vernum var. carpathicum Herb. (1818): proviene dall'est dell'Europa; la pianta è più grande e le macchie colorate alla fine dei tepali sono giallastre.

### Sinonimi
La specie Leucojum vernum in altri testi può essere chiamata con nomi diversi. L'elenco che segue indica i sinonimi più frequenti:
- Erinosma verna (L.) Herb. (1837)
- Leucojum vernale Salisb. (1796)
- Nivaria hexanthera Medik. (1790)
- Nivaria verna (L.) Moench (1794)

### Specie simili
- Leucojum aestivum  L. - Campanelle maggiori: in genere è più grande e si distingue soprattutto per l'infiorescenza ad ombrella (2 – 8 fiori anziché uno) e le foglie lunghe quanto lo scapo fiorale. È una specie molto rara in Italia decisamente in via di estinzione.

## Usi

### Farmacia
La specie Leucojum vernum è velenosa in quanto contiene (specialmente le radici e le foglie)  gli alcaloidi “galanthamina”  e “lycorina” (possono provocare vomito, capogiri, brividi, ma anche avvelenamento di una certa gravità). È da evitare quindi l'uso domestico sia in cucina che come “farmacia popolare”.
In Bulgaria la  “galanthamina” è usata da oltre cinquant'anni ed è ricavata dai bulbi. Ma anche in Turchia, la farmacopea tradizionale, la usa contro la poliomielite. La medicina internazionale riconosce in questi alcaloidi effetti antiumorali, antibatterici, antifungini, antimalarici e insetticidi.

### Giardinaggio
Le piante di questa specie sono coltivate nei giardini europei da tempo remoto. Alcune documentazioni attestano che in Inghilterra la coltivazione era attiva già nel 1596. L'utilizzo prevalente di queste piante è nella formazione di giardini rocciosi, muri fioriti, bordure o macchie. Generalmente vengono moltiplicati in Autunno per separazione dei bulbilli.

## Galleria d'immagini

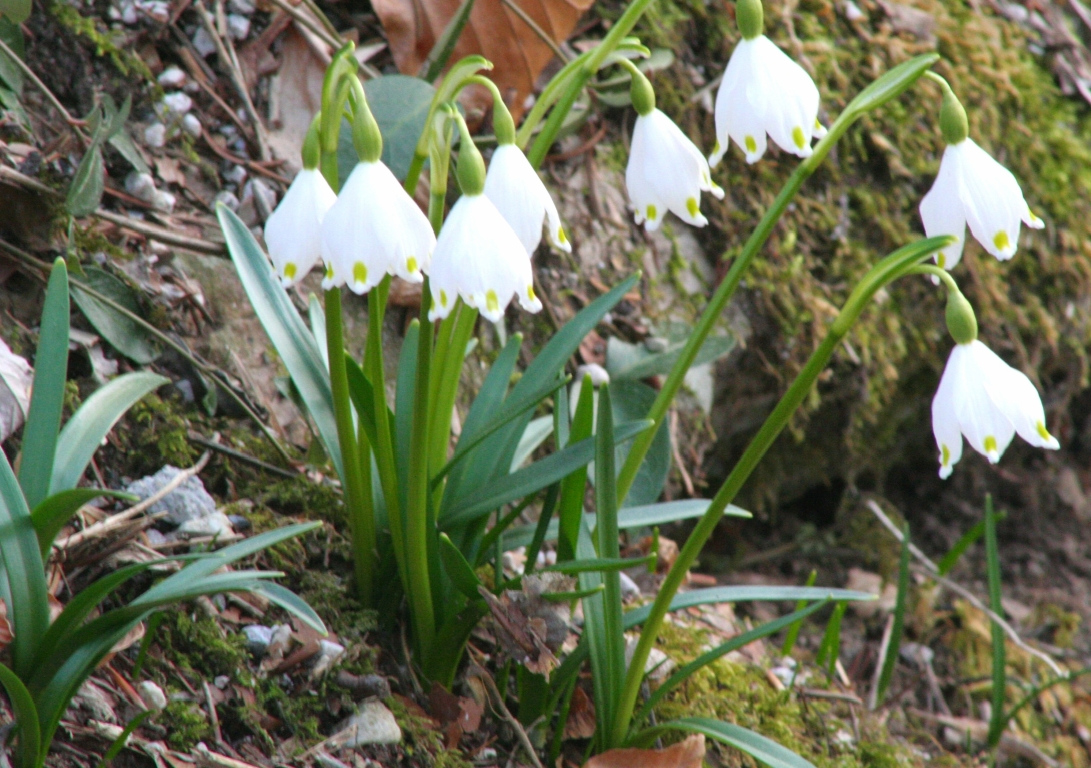
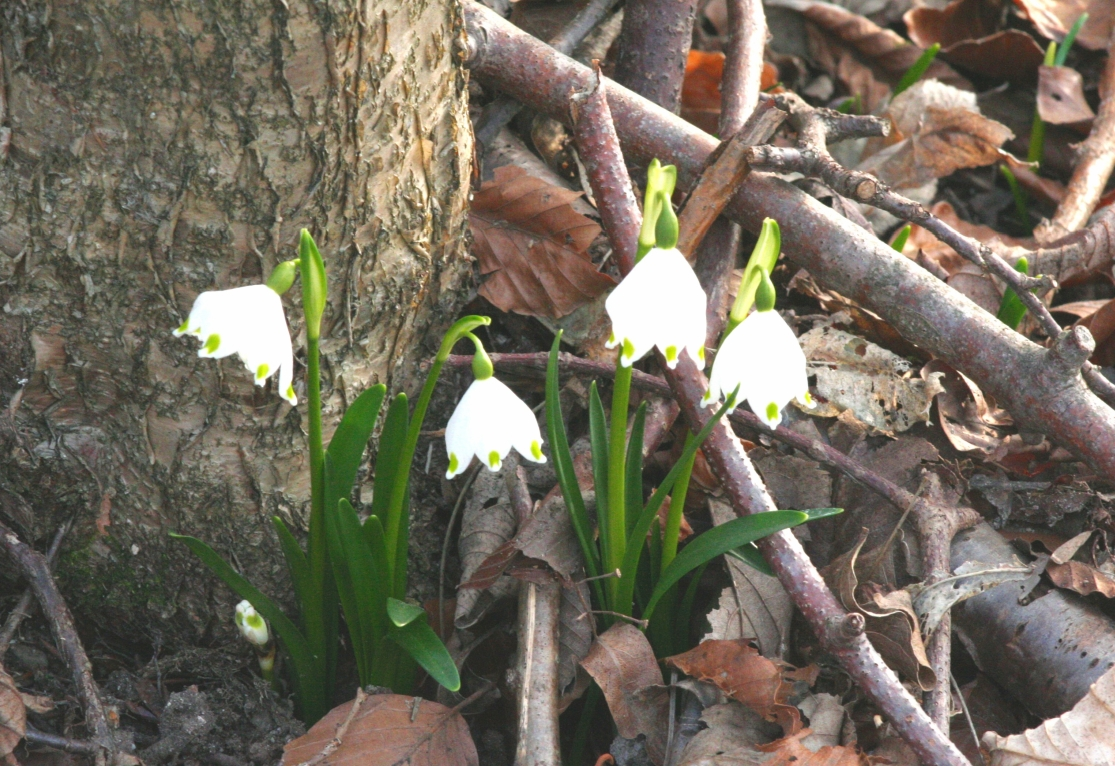
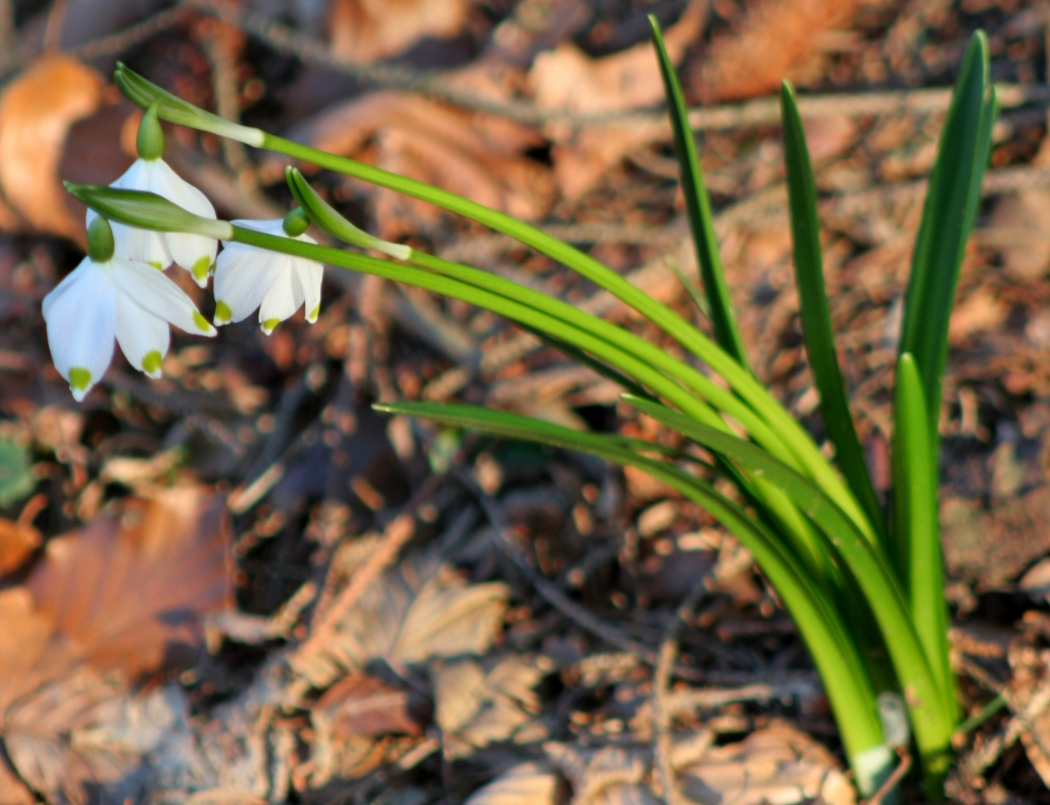
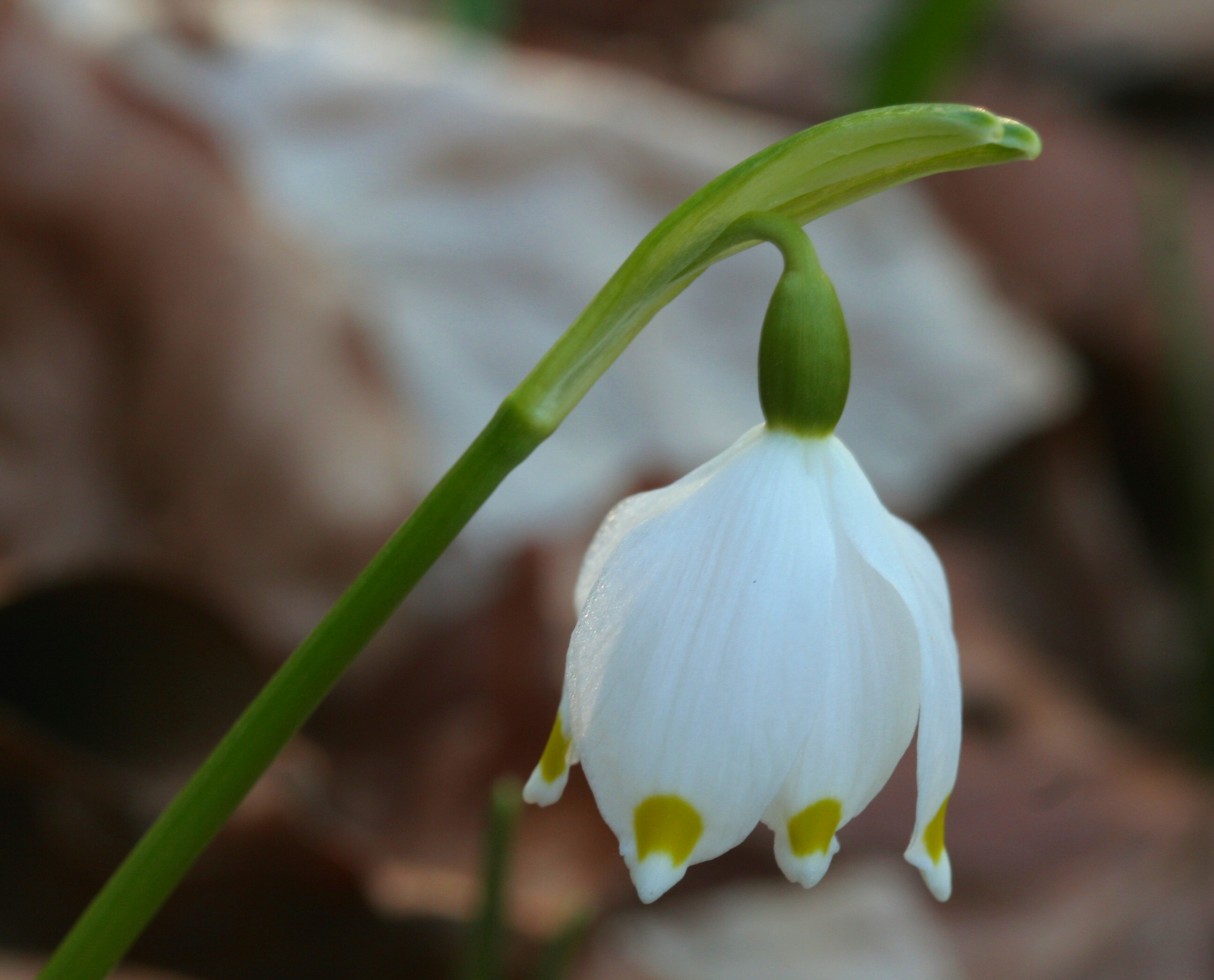